# Kolofon
Kolofon (od grč. ϰολοφών - kraj, završetak) su podatci koji se obično nalaze na kraju knjige. Sadrži podatke o tiskaru, mjestu i godini tiskanja. Odgovarajući naziv iz latinskog jezika je explicit, od latinskog explicit liber u značenju "kraj knjige".

## Povijest
Prvi zabilježeni kolofon datira iz 1457. u Psaltiru Johanna Fusta i P. Schöffera, tiskara iz Mainza. Tijekom sljedećih dvaju stoljeća postupno ga zamjenjuje impresum. Nakon stoljeća skoro je pa nestao, no sljedećeg se stoljeća vratio u uporabu. Tad se pojavljuju i ini bibliografski podatci.
Ovisno o državi izdanja, varira sadržaj kolofona, a neke ga države uopće nemaju. Opširniji je u slavenskih naroda, prije svega u češkim, slovenskim, ruskim knjigama, a i hrvatske knjige sadrže opširne kolofone.